# Rafael Arévalo González
Rafael Arévalo González (Río Chico, estado Miranda, Venezuela, 13 de septiembre de 1866-Caracas, 20 de abril de 1935) fue un periodista, telegrafista y escritor venezolano. Fue fundador del diario El Pregonero y redactor de la revista Atenas, y fue opositor a la dictadura de Juan Vicente Gómez, siendo encarcelado primero en La Rotunda y después en el castillo Libertador.

## Biografías

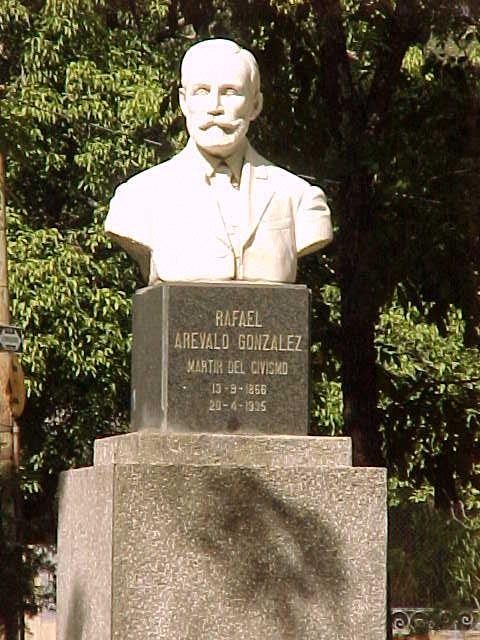
Busto de Rafael Arévalo González en Caracas.

Tras apasionarse por la telegrafía en la adolescencia, decide volverse un profesional en el área. Durante su ocupación también adquirió pasión por el derecho a la libertad. En sus novelas Escombros (1892) y Maldita juventud (1904) incluyó sus preocupaciones sobre la corrupción política durante la gestión de Raimundo Andueza Palacio y por el contagio de las enfermedades venéreas.
En 1892 Rafael fundó el diario El Pregonero junto con Odoardo León Ponte, donde continúa desarrollando una actividad editorial en contra de la corrupción política en el país. Para 1913 fue redactor de la revista Atenas, donde mostró su oposición a la dictadura de Juan Vicente Gómez. Para las pretendidas elecciones de 1913 propuso al jurista Félix Montes como candidato de la oposición, razón por la cual fue encarcelado en La Rotunda entre 1913 y 1922.
En 1928 le envió una carta a Juan Vicente Gómez defendiendo a los estudiantes de la Generación del 28 involucrados con los acontecimientos de febrero y acusados de estar vinculados con la insurrección del 7 de abril. Arévalo González volvió a ser apresado por la carta y fue recluido en el castillo Libertador de Puerto Cabello entre 1928 y 1932).
En 1934 comenzó a redactar Las memorias de Arévalo González, comprendiendo el periodo entre 1888 y 1913 y que quedaron inconclusas. En sus memorias, Rafael fue bastante crítico de Raimundo Andueza Palacio, a quien llamó «Borracho de la Casa Amarilla» y donde escribió sobre la extensión del período presidencial que «...bien puede decirse que los principales inspiradores del continuismo fueron Sebastián Casañas y el brandy Henessy». También escribió sobre el gobierno de Joaquín Crespo, el fraude cometido en las elecciones presidenciales de Venezuela de 1897, y una descripción desmitificadora sobre Jorge Bello y en el ataque al castillo de San Carlos durante el bloqueo naval de 1902. Las memorias fueron publicadas póstumamente en 1977.

## Obras
- Las memorias de Arévalo González (inconcluso y póstumo, 1977)
- Maldita juventud (1904)
- Escombros (1892)